# Euplexia mniochlora
Euplexia mniochlora är en fjärilsart som beskrevs av Edward Meyrick 1889. Euplexia mniochlora ingår i släktet Euplexia och familjen nattflyn. Inga underarter finns listade i Catalogue of Life.